# Nina Germanowna Selenskaja

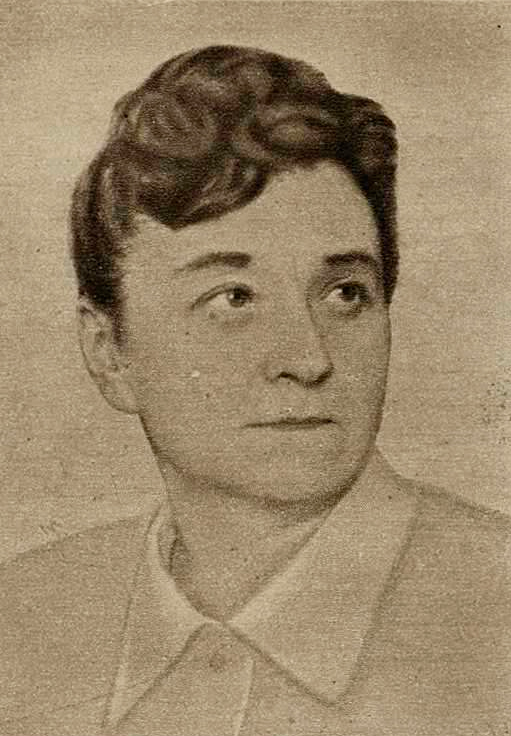
Nina Germanowna Selenskaja (1952)

Nina Germanowna Selenskaja (russisch Нина Германовна Зеленская; * 19. Februarjul. / 3. März 1898greg. in Kiew; † 19. März 1986 in Moskau) war eine russische bzw. sowjetische Bildhauerin und Hochschullehrerin.

## Leben
Nach der Oktoberrevolution am Ende des Bürgerkriegs studierte Selenskaja 1921 im privaten Kunststudio Wladimir Klimows in  Kiew. Von 1926 bis 1930 studierte sie in Moskau am Höheren Künstlerisch-Technischen Institut bei Wera Muchina und Iwan Jefimow. Ihre Diplomarbeit bei Iossif Tschaikow war ein dekorativ gestalteter Brunnen.
Seit 1924 beteiligte sich Selenskaja an Ausstellungen. Von 1930 bis 1932 gehörte sie zur Assoziation der Künstler des revolutionären Russlands. Sie arbeitete in der von Muchina geleiteten Bildhauer-Brigade. Sie war beteiligt an den Skulpturen:
- Arbeiter und Kolchosbäuerin auf dem sowjetischen Pavillon auf der Weltfachausstellung Paris 1937
- Wir fordern Frieden! (1950, mehrteilige transportable Agitationsskulptur anlässlich des Koreakriegs)
- Moskauer Maxim-Gorki-Denkmal (1951)
- Moskauer Pjotr-Tschaikowski-Denkmal (1954)

Neben der Reihe eigener Skulpturen gestaltete sie auch Grabsteine, beispielsweise für die Malerin Serafima Rjangina.
Werke Selenskajas wurden auf Ausstellungen in China (1954), in Rumänien (1956) und auf der Expo 58 (1958) gezeigt.
Auch hatte Selenskaja während des Deutschen Angriffskriegs am Moskauer Institut für Angewandte und Dekorative Kunst von 1941 bis 1945 gelehrt, das 1942–1944 in Samarkand evakuiert war.
Selenskaja starb am 19. März 1986 in Moskau. Ihre Asche wurde im Kolumbarium des Wagankowoer Friedhofs beigesetzt (zusammen mit der der Bildhauerin Sinaida Iwanowna).

## Ehrungen, Preise
- Stalinpreis II. Klasse (1951) für die Skulptur Wir fordern Frieden!
- Stalinpreis I. Klasse (1952) für das Maxim-Gorki-Denkmal

## Werke

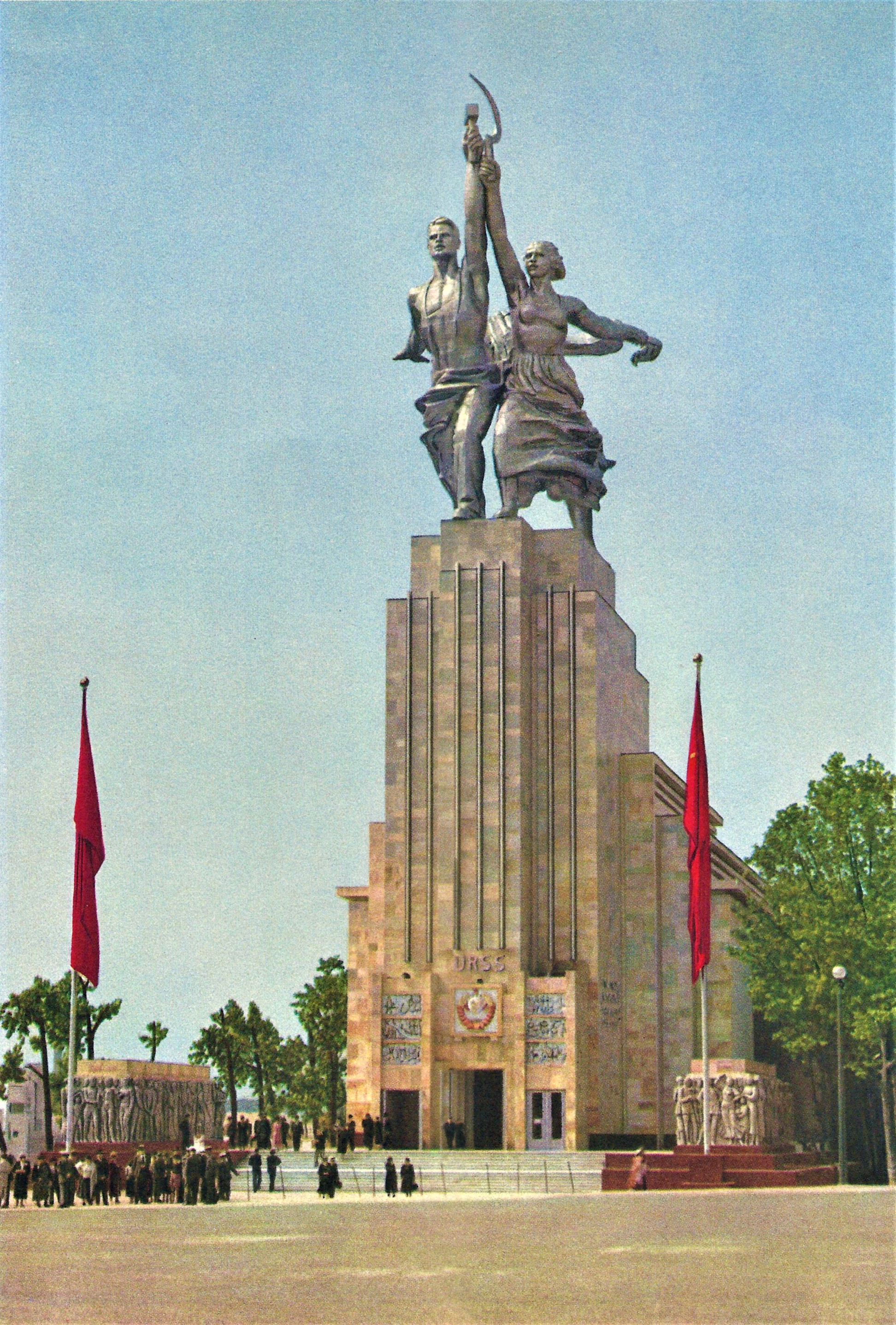
Arbeiter und Kolchosbäuerin
Maxim Gorki (1951)
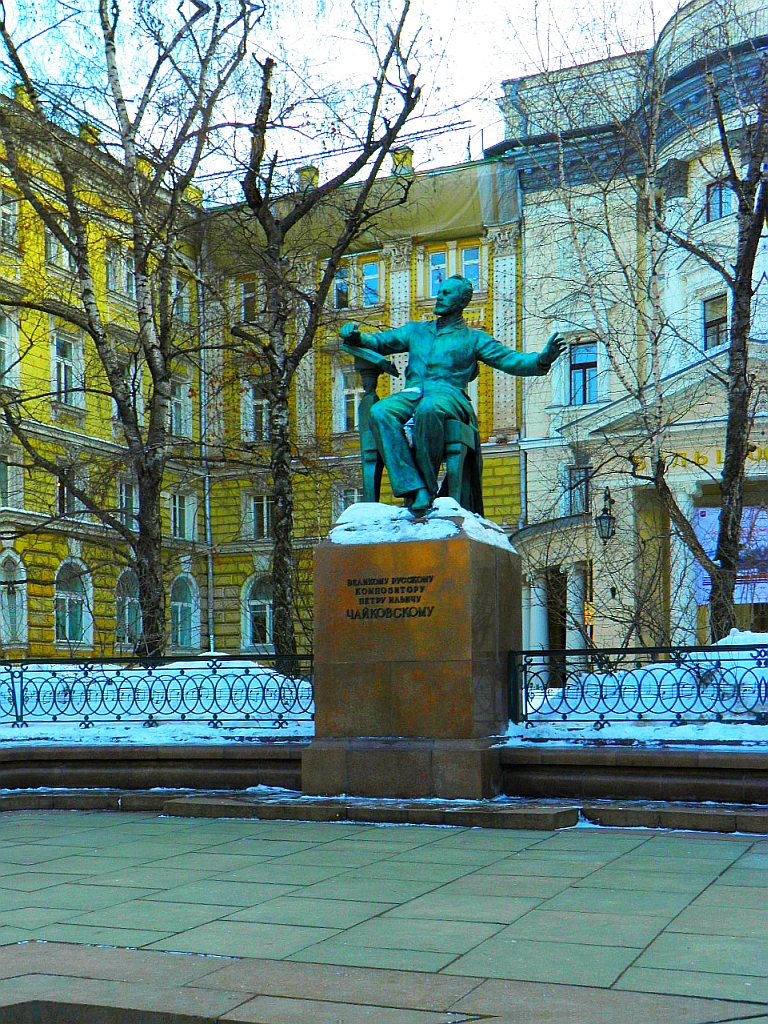
Pjotr Tschaikowski
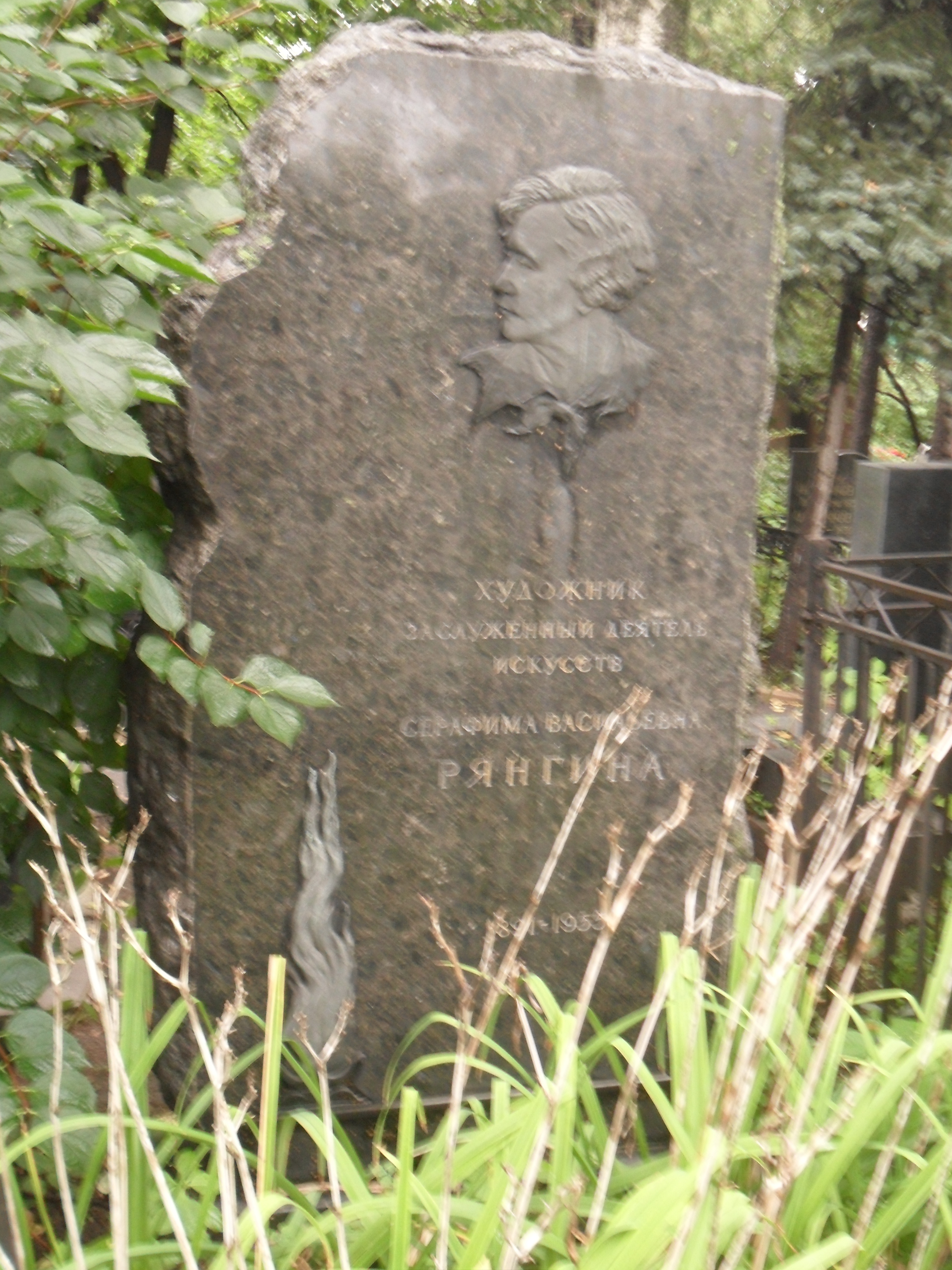
Grabstein Serafima Rjanginas